# Mathis Picard
 (septembre 2015).
Si vous disposez d'ouvrages ou d'articles de référence ou si vous connaissez des sites web de qualité traitant du thème abordé ici, merci de compléter l'article en donnant les références utiles à sa vérifiabilité et en les liant à la section « Notes et références ».
Pour les articles homonymes, voir Picard (homonymie).
Mathis Picard né Mathurin Picard à Limoges (Haute-Vienne) le 18 janvier 1854, mort à Biarritz (Pyrénées-Atlantiques) le 22 mars 1938, est un aquarelliste paysagiste avec une technique très personnelle dans ses réalisations.

## Biographie
Peintre sur émail dès 1864, alors qu'il a 10 ans, il est élève de Corot de 1870 à 1874, Pelouse, Daubigny et de Harpignies. Il devient professeur de dessin à Paris (Beaux-Arts).
En 1879 et 1880, il présente des portraits sur émail au Salon de Paris. En 1909, il est médaillé de l’exposition d’Amérique « Paintings » pour ses aquarelles. Il expose aussi ses aquarelles à Nantes (1909-1910) et au Palais Bellevue à Biarritz (juin 1911).
Il participe au Salon de la Société des Amis des Arts de Bordeaux (59e exposition) en 1911, à l'Exposition internationale à Bayonne (1923), expose à la Galerie du Grand Hôtel de Roubaix (1924 : 38 peintures, 62 aquarelles), à Verviers (1928 : 9 huiles, 42 aquarelles), à la Galerie des Orfèvres de Paris (1963 : 38 aquarelles, 20 dessins).

## Présentation de l'exposition à la Galerie du Grand Hôtel, Roubaix (mars 1924)
« 

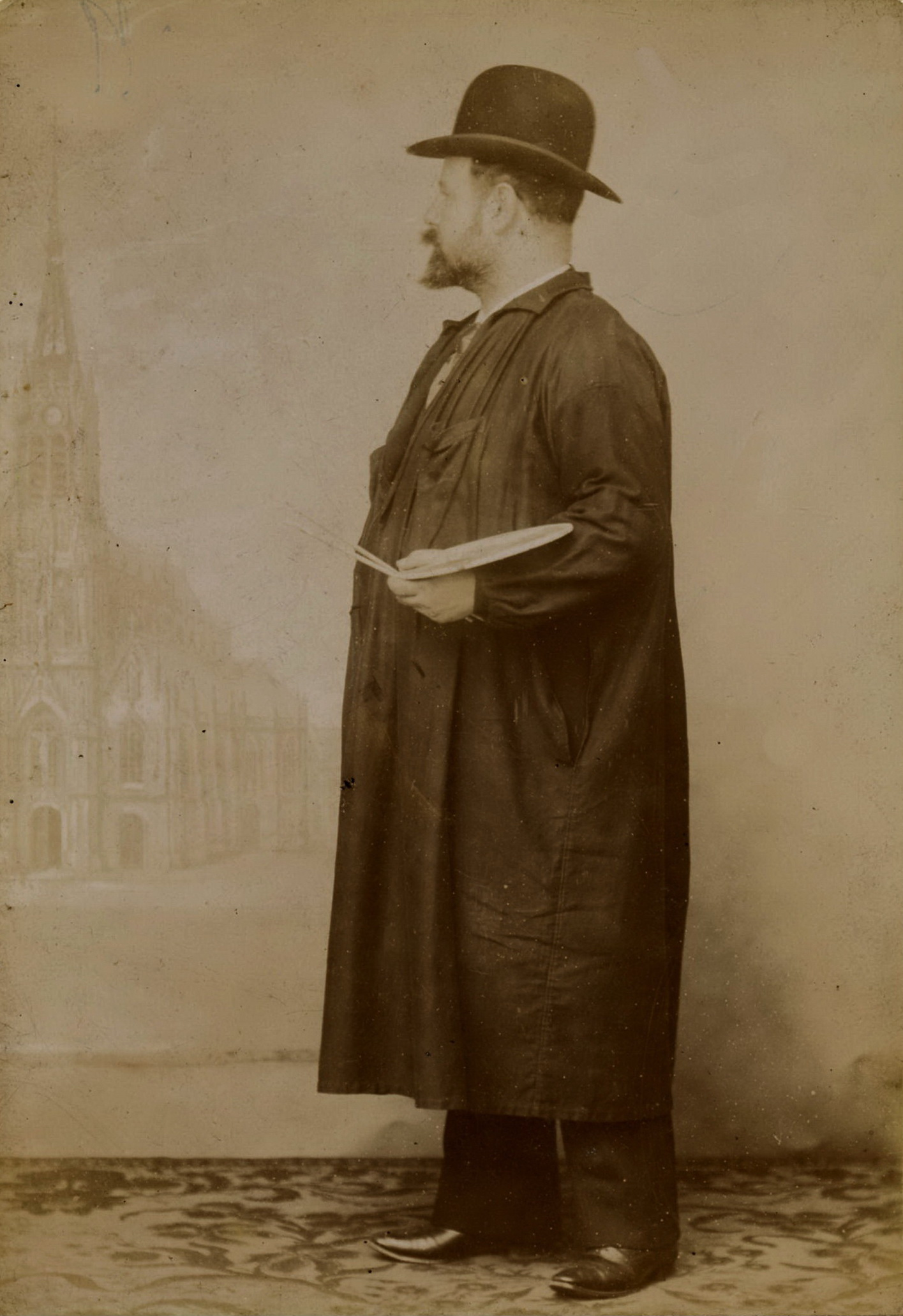
Mathis Picard, Roubaix, 1924

Mathis Picard (Élève de Corot et de Harpignies), depuis longtemps j'admire Mathis Picard. Il m'a toujours semblé un tempérament supérieur et je l'avais écrit avec toute la foi que j'apporte depuis plus de quarante années dans mes articles d'art.
J'avais constaté que le public partageait mon opinion. Notre artiste avait une belle culture morale, il savait s'imposer un processus méthodique.
Soit qu'il suive d'un pinceau caressant ou tragique la douceur langoureuse des crépuscules nacrés ou la fuite affolée des nuages chassés par l'ouragan, soit qu'il allume la naïve clarté d'une fleur parmi l'herbe printanière ou l'incendie du soleil couchant au milieu des lointains orages, toujours sa vision enthousiaste s'exprime avec assurance logique et fermeté.
Ses matins, ses midis ensoleillés, ses rivières, ses rochers aux arêtes brutales émergeant des vagues secouées de la mer qui monte, ses roses qui semblent s'ouvrir sous le caresse de la brise qui passe, tout ce qu'il a fait, inventé.créé, vous attire et vous retient.
Il a poussé très loin son étude, sa technique des pâtes. pour arriver à la transparence atmosphérique, la juste intensité de ses lumière», la physiologie de ses arbres, tout ce que ses paysages racontent à son imagination, et tout ce que, en retour, son imagination donne à ses paysages sous forme de confidences émues et délicieusement enchromatiques. »

Tableaux de Mathis Picard.
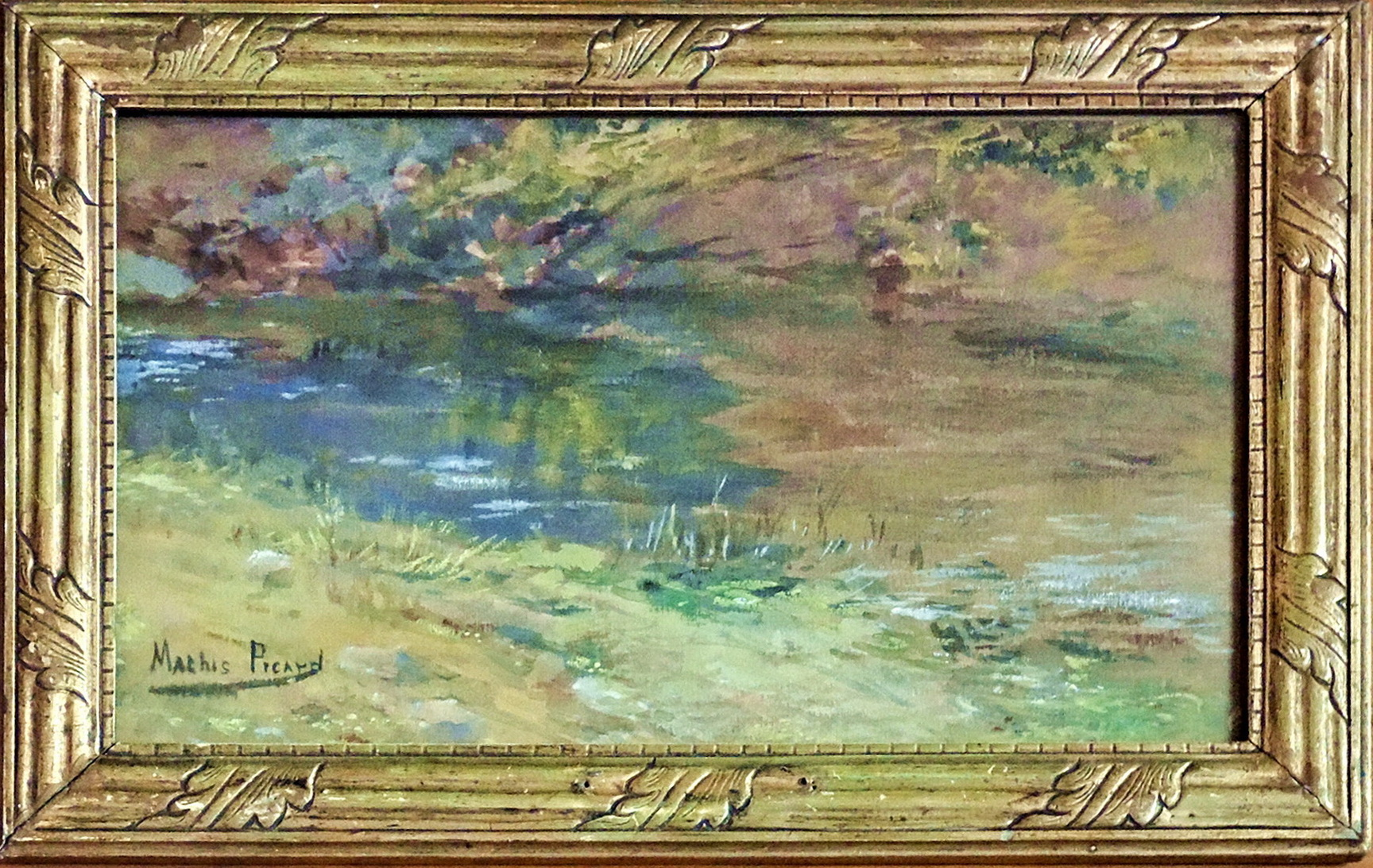
Sous-bois du Pignada, aquarelle, présenté à Roubaix, 1924
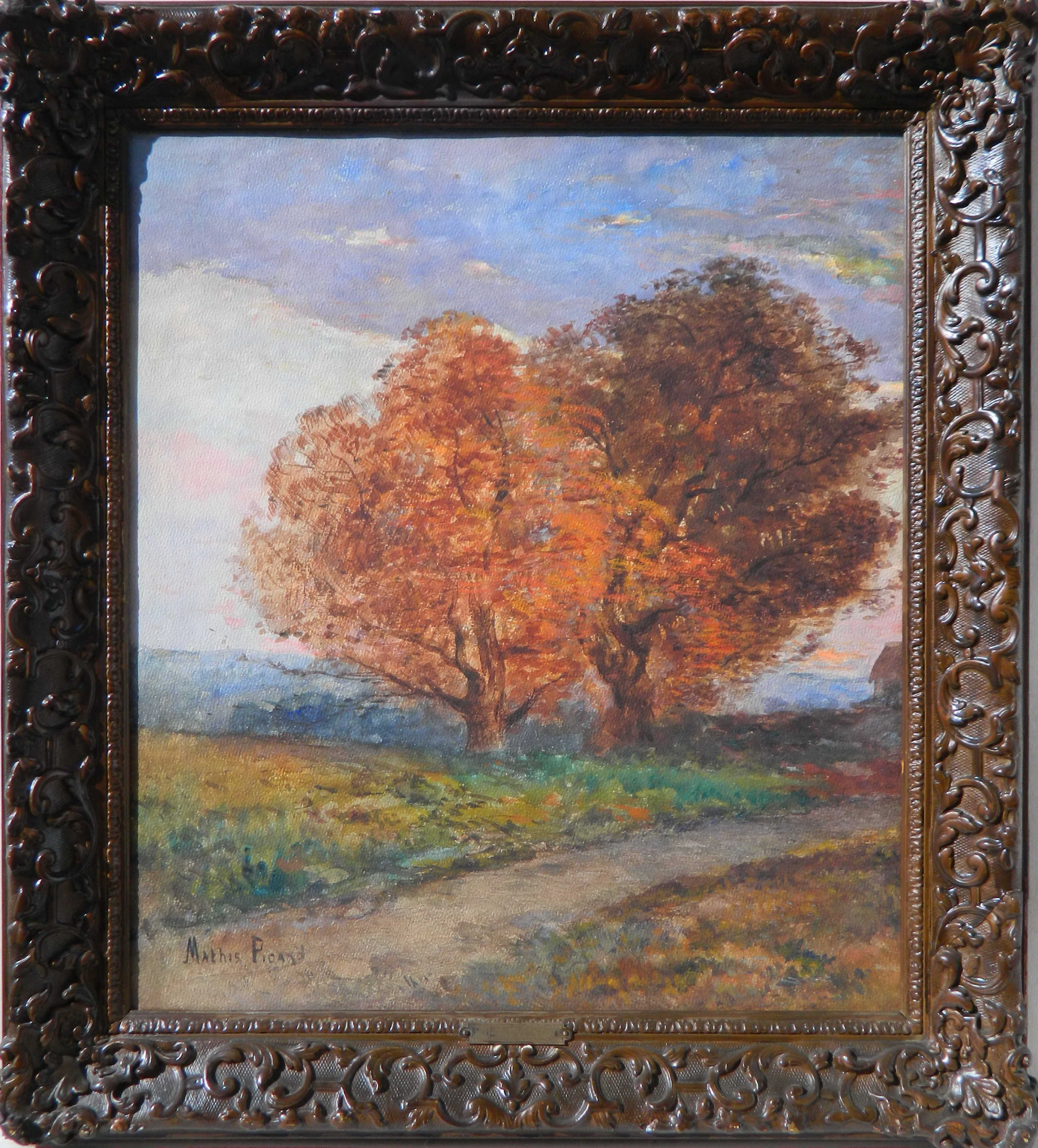
Arbres en automne, aquarelle
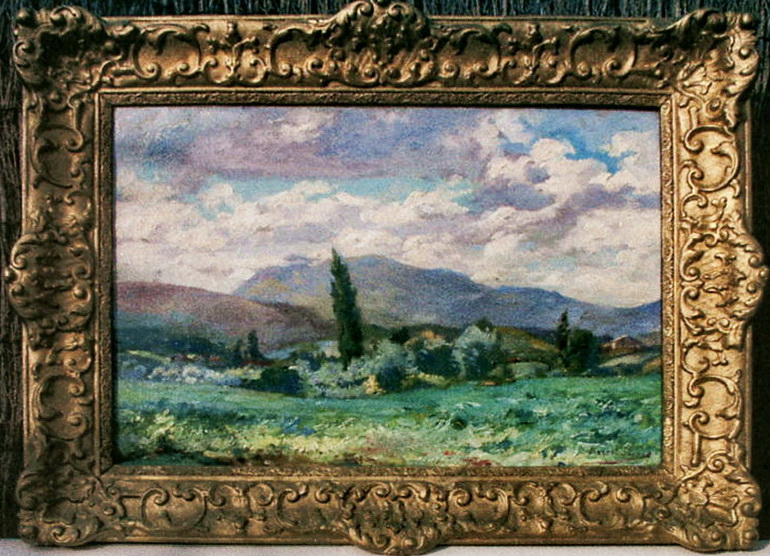
La Rhune, huile sur toile.